# 戈马丁根
戈马丁根是德国巴登-符腾堡州的一个市镇。总面积45.85平方公里，总人口2176人，其中男性1108人，女性1068人（2011年12月31日），人口密度47人/平方公里。